# Dipartimento di Donga-Mantung
Il dipartimento di Donga-Mantung è un dipartimento del Camerun nella Regione del Nordovest.

## Comuni
Il dipartimento è suddiviso in 5 comuni:
- Ako
- Misaje
- Ndu
- Nkambé
- Nwa